# Thomas Ian Nicholas
Thomas Ian Nicholas (Las Vegas, 10 juli 1980) is een Amerikaans acteur en zanger.

## Levensloop en carrière
Nicholas begon zijn acteercarrière in de jaren 80 in Who's the Boss? en Baywatch. Zijn bekendste rol is die als Kevin Meyers in American Pie en de vervolgfilms hierop.

## Beknopte filmografie
- A Kid in King Arthur's Court, 1995
- American Pie, 1999
- American Pie 2, 2001
- Halloween: Resurrection, 2002
- American Wedding, 2003
- American Reunion, 2012

- Bibsys: 4036115
- Biblioteca Nacional de España: XX1413638
- Bibliothèque nationale de France: cb14211037v (data)
- Gemeinsame Normdatei: 1296395693
- International Standard Name Identifier: 0000 0001 1446 7910
- Library of Congress Control Number: no97046297
- MusicBrainz: e829ad03-91b4-4304-b0d1-a5db57bcc8d7
- Nationale Bibliotheek van Polen: a0000002080960
- Nederlandse Thesaurus van Auteursnamen: 152127623
- SNAC: w69k4g0s
- Virtual International Authority File: 66676892
- WorldCat: E39PBJj8KJrtdhxfHGCDt46HYP